# Terény
Terény is een plaats (község) en gemeente in het Hongaarse comitaat Nógrád. Terény telt 448 inwoners (2001).